# Нойенталь
Нойенталь (нем. Neuental) — община в Германии, в земле Гессен. Подчиняется административному округу Кассель. Входит в состав района Швальм-Эдер.  Население составляет 3164 человека (на 31 декабря 2010 года). Занимает площадь 38,65 км².